# Susan Boyle
Susan Margaret Boyle (1961. április 1. Blackburn [Egyesült Királyság, Skócia] –) skót énekesnő, régebben szociális munkás, aki a Britain’s Got Talent tehetségkutató műsor 3. sorozatában, 2009. április 11-én, versenyzőként vált ismertté. Boyle szinte azonnal világhírnévre tett szert, ahogy a verseny első fordulójában a Nyomorultak „I Dreamed a Dream” dalát adta elő.
Kora és rosszul öltözöttsége miatt mind a zsűri tagjai, mind a közönség már megszólalása előtt szkeptikusan fogadta. Valami egyszerű, minden nagyobb felkészülést mellőző szereplést vártak. Ezzel ellentétben olyan pozitív volt előadásának fogadtatása, hogy úgy hivatkoztak rá, mint „a nő, aki elhallgattatta Simon Cowellt”. Akik élőben hallották, felállva, tapssal köszönték meg az előadást. Cowell és Amanda Holden egyaránt igennel szavazott a továbbjutására, Piers Morgannek pedig „ez volt a legmélyebbről jövő Igen szavazat, amit valaha is adott”. A tehetségkutató műsort 2009 januárjában a skóciai Glasgowban álló Clyde Auditoriumban vették fel, és az Egyesült Királyságban 2009. április 11-én, szombaton került adásba.
A közönség kezdeti, szkeptikus, nem sokat váró hozzáállása, majd - Boyle hangja ismeretében - kitörő ünneplése drámai kontrasztot képezett. Világszerte cikkek jelentek róla az újságokban, s a legtöbben az ő előadását nézték meg az internetes felvételek közül. Cowell a jelentések szerint Boyle-nak Syco Music kiadó, a Sony Music leányvállalata nevében szerződést ajánlott. Boyle fivére, Gerard Boyle a The Daily Mirrornak azt mondta, hogy testvére túl nagy már a műsorhoz, de a publikum nagyon vár már egy kislemezt, de ha kijön, nem fogják megvenni.
Boyle első lemeze, az I Dreamed a Dream, 2009. november 23-án jelent meg, s megjelenése előtt az amazon.com legtöbb előrendelését elérő lemeze lett. Az albumról megjelenő első kislemez Jagger/Richards dalát, a "Wild Horsest" tartalmazta. Az előzetes elképzelések szerint az albumon rajta szerepelt volna a "You'll See," az "I Dreamed a Dream," a "Memory," és a "Cry Me a River" is. A lemez, megjelenése után egy héttel már a világ minden táján listavezető lett.
A Billboard, "The arrival of "I Dreamed a Dream" cikke szerint a SoundSan 1991-es indulása óta ő a legjobb debütáló női előadó.

## Életrajza
Boyle 1961. április 1-jén Blackburn, West Lothianban a British Layland bathgate-i üzemének egyik boltosa, Patrick és Bridget Boyle gépírónő hithű római katolikus családjába született. Szülei ír bevándorlók. A tíz testvér (négy fiú és hat lány) között ő volt a legfiatalabb. Közülük most már csak hatan vannak életben.
Boyle édesapja az 1990-es években meghalt, testvérei pedig elmentek már a szülői háztól, így Boyle-nak kellett gondoskodnia ottmaradt édesanyjáról, aki 91 évesen, 2007-ben halt meg. Boyle tízéves macskájával, Pebblesszel még mindig ebben a négyszobás tanácsi házban lakik. Édesanyja mindig biztatta, hogy induljon a helyi énekversenyeken, s miután ezeken elindult, számos alkalommal nyert. Ezután arra akarta rábeszélni lányát, hogy induljon a Britain’s Got Talenten, s vállalja annak kockázatát, hogy a kerületi templom hallgatóságánál nagyobb közönség előtt szerepel. Azt mondta, édesanyja halála miatt ment el a Britain’s Got Talentre, s azért próbálkozik meg az énekesi pályafutással, mert így szeretne előtte tisztelegni. Boyle egészen édesanyja haláláig nem érezte magát erre igazán felkészültnek. A meghallgatáson énekelt először nyilvánosan a haláleset után.
Boyle munkanélküli volt, az Our Lady of Lourdes, egy blackburni római katolikus templom önkénteseként tevékenykedik.

### Magánélete
Édesanyja 47 éves korában hozta világra. A The Sunday Times azt írta, nehéz szülés volt, melynek során Boyle oxigénhiányosan jött a világra, s ennek következtében középsúlyos agykárosodások léptek fel nála. Megállapították, hogy tanulási nehézségei vannak, s emiatt gyakran kigúnyolták.
Miután alacsony végzettséggel abbahagyta iskoláit, a West Lothian College konyháján volt hat hónapig konyhai kisegítő, és részt vett több kormányzati továbbképző programon.
A The Guardian értesülései szerint elvégezte az Edinburgh Acting Schoolt, és részt vett az Edinburgh Fringe fesztiválon. Fred O’Neil énektanárnál vett magánórákra, s 1999-ben felvették a tehetségkutató műsor előtti egyetlen felvételét. Ezen a Cry Me a Rivert énekelte el egy jótékonysági CD elkészítése közben. A lemez elkészültét a millenniumra emlékezve a helyi tanács támogatta.

## Karrierje

### Britain's Got Talent
Susan Boyle-ról Gerry McGuinness nyilvánosságra hozott egy sokkal fiatalabb korában készített felvételt. Jelen volt a Motherwell Football Club szociális csoportjának egy ülésén, ahol Boyle 22 évesen énekelt. Boyle tehetségességének következő, fennmaradt lépcsője az, mikor szülei aranylakodalmán 25 évesen elénekelte a Jézus Krisztus szupersztár musical I Don't Know How to Love Him betétdalát.
Boyle elkészítette a „Cry Me a River” egy változatát a Music for a Millennium Celebration, Sounds of West Lothiem című jótékonysági válogatáslemez javára, amit 1999-ben egy withburni iskolában vettek fel. A West Lothian Herald & Postban megjelent egyik elemzés akkor azt írta, „Susan Boyle ‘Cry Me a River’ szívszorító feldolgozása azóta folyamatosan szól a CD-lejátszómon, mióta csak beszereztem ezt a lemezt”. Most ezt a változatot az interneten is megjelentették, ahol hamar jó kritikákat kapott. A New York Post azt írta az albumról, hogy azt jelzi, Boyle nem csak egy egyfutamos énekesnő. Ehhez hozzáteszi, hogy a CD ritkasága miatt a meglévő darabok értékesekké válnak majd a gyűjtőknek. Összesen 1000 példányban adták ki. A többi, a médiában megjelent reakció is hasonlóan pozitív volt. A Hello! magazin azt írta, hogy a felvétel Boyle tehetségének egy újabb bizonyítéka, ez a dal biztos alapokra helyezi az énekes sztár szobrát.
Egy korai, professzionálisan megvágott demókazettán szerepel a „Cry Me a River” és a Killing Me Softly with His Song egy változata, amit Boyle el akart küldeni különböző kiadókhoz, a helyi és az országos televíziók és rádiók tehetségkutató műsorainak. Boyle-nak majdnem az összes pénze ráment a felvétel elkészítésére. A közeli barátok kaptak egy-egy másolatot. Boyle meghallgatása után a dalok megjelentek az interneten is.
Ezen kívül gyakran részt vett a templom által szervezett írországi, knocki zarándoklatokon, ahol a Mária-szentélynél állított bazilikában szokott énekelni.

### Fogadtatása
Az elődöntőben a bulvárlapok gyakran idézték érveléseit és dühkitöréseit. A The Times értesülései szerint abban a londoni szállodában, melyben Boyle megszállt, összetűzés alakult ki. A rendőrség megerősítette, hogy segítettek azoknak az orvosoknak, akik a mentális egészségügyről szóló törvény értelmében kezelték. Elkülöníteni azonban nem kellett. A döntő műsort követő napon Boyle-t az orvosával történt konzultációt követően egy londoni magánkórházba szállították. Egy televíziós közlemény szerint Boyle kimerült. A Panaszbizottságot aggasztotta az, hogy a sajtó mennyit foglalkozik Boyle mentális állapotával, és a szerkesztők figyelmét felhívta a sajtóban érvényesítendő viselkedési kódex harmadik pontjára.
Gordon Brown brit miniszterelnök a legjobbakat kívánta neki, mikor ezt mondta: "Remélem Susan Boyle-lal minden rendben van, mert valóban, valóban nagyon kedves ember, és hamarosan meg fog gyógyulni." Cowell megígérte, hogy eltekint Boyle-nak azon szerződéses kötelezettségétől, mely alapján részt kell vennie a BGT turnéján.
Családja szerint Boyle szorongása a több héten át tartó pörgésből származó izgalom végeredménye. Álmai azonban még életben maradtak, mert meghívták a Fehér Házban tartandó függetlenség napi ünnepélyre.

### BGT turné
Boyle öt nappal felvétele után elhagyta a kórházat, s azt mondta, részt fog venni a körúton. Azonban sajtóhírek szerint nem vett részt a próbákon, s a Daily Telegraph jelentése szerint Boyle a 23 állomás közül csak néhányon akart szerepelni, "hogy megőrizhesse hangját bemutatkozó lemezéhez.".

### I Dreamed a Dreamés a turné (2009–2010)
Boyle első albuma, az I Dreamed a Dream 2009. november 23-án jelent meg. Az albumon éppúgy szerepelt a "Wild Horses" és a "You'll See" feldolgozásai, mint az "I Dreamed a Dream" és a "Cry Me a River". Nagy-Britanniában Boyle lemeze lett a leggyorsabban elkelő album, melyből a kezdetben 411.820 darabot adtak el,  ezzel megelőzte Leona Lewis Spirit című albumát. Az I Dreamed a Dreamből az első héten többet adtak el, mint az utána következő 4 lemezből összesen.
Az USA-ban az első héten 701.000 darabot adtak el, amivel az évtized legjobb debütáló művésze lett. Egymás után 6 héten keresztül vezette Billboard listáját, és majdnem 2009 legnagyobb példányszámban eladott albuma lett, a 3.104.000 eladott példányával alig maradt le Taylor Swift Fearless 3,217 millió darabjától. Ez egyike volt annak a két lemeznek, melynek eladási eredménye 3 millió darab felett zárt, és ez lett 2009 legjobban fogyó fizikai lemeze, mert a digitális letöltések közül csak 86.000 volt az albumé. Ennek köszönhetően, ahogy a People is megjegyezte, nagyobb média érdeklődést tudott kelteni.
Olaszországban ez volt az első külföldi lemez, mely az olasz toplisták élére került. Az első héten eladott 2 millió darabos értékesítésével ez lett minden idők legsikeresebb női debütáló lemeze.
2009. december 13-án külön műsort kapott, melynek címe "I Dreamed a Dream: the Susan Boyle Story" lett, ahol Elaine Paige-ádzsel éneket közös duettet. Ezt az Egyesült Királyságban 10 millióan látták Amerikában pedig a TV Guide Network a valaha legmagasabbra értékelt speciális műsora.
2009. novemberben azt mondták, az "I Dreamed a Dream" Boyle-féle feldolgozása lehet az Eagle Talon The Movie 3 animációs film fő dala. Ez végül 2010. január 16-án jelent meg Japánban. Boyle énekelt Benedek pápának az Egyesült Királyságban tett útja alatt. 2010. májusban a Time olvasói Boyle-t választották meg a világ hetedik legbefolyásosabb személyének. Boyle eredeti dala, a "Who I Was Born To Be" lett a Welcome to the Space Show animációs sorozatának a főcímdala, amit Japánban 2010. június 26-án mutattak be.

## Hatása a médiára
A The Guardian oldalain Leigh Holmwood azt írta, hogy a YouTube-hoz hasonló internetes technológiák valamint a Facebookhoz és a Twitterhez hasonló közösségi hálózatok jelentős szerepet töltenek be abban, hogy Boyle ilyen gyorsan ennyire népszerű lett. A YouTube-on előadásának legsikeresebb felvételét az első 72 órában több mint 2,5 millió alkalommal nézték meg. Egy hét alatt több mint 26 millióan nézték meg a videót, és ezzel ez a hónap legnézettebb videója az oldalon. A meghallgatást követő napon a YouTube videó volt a legnépszerűbb cikk a Digg közösségi, cikkmegosztó hálózatot használók körében. Ugyanez a videó népszerű lett a Reddit nevű közösségi híroldalon is, ahol elég támogatást kapott ahhoz, hogy a főoldalra kerüljön. Egy hét alatt a meghallgatáson nyújtott teljesítményét több mint 66 millióan, az angol nyelvű Wikipédia róla szóló cikkét több mint félmillióan nézték meg. 9 nap alatt 20 különböző honlapon több mint 100 millióan nézték meg a produkcióját. A Los Angeles Times egyik cikkében azt írta, hogy a videó részben annak köszönheti népszerűségét, hogy rövid idő alatt az érzelmek széles tárházát képes bemutatni. Ez a rövidség az, ami népszerűvé tette egy olyan interneten, ahol "a rövid klipek uralkodnak. "
Susan Boyle egyre népszerűbb lett, ahogy a Twitter honlapján keresztül elkezdtek linkeket küldeni. Jókívánságok érkeztek a hírességektől is, mint Ashton Kutchertől és Demi Moore-tól. Mikor ezt Boyle-nak elmesélték, elmondta, hogy még nem is hallott Kutcherről, és bár hallotta már a 'Demi Moore' nevet, nem igazán tudta hova tenni, de megköszönte támogatásukat. Mikor Boyle először szerepelt a meghallgatáson, azt mondta, Elaine Paige-hez hasonló musicalénekes szeretne lenni. A szereplés óta Paige bejelentette, hogy szeretne közös duettet énekelni Boyle-lal, és azt mondta, Boyle egy "követendő példa mindenkinek, akinek van egy álma". Hugh Jackman színész szintén a következőket írta a Twitteren a lapjára: "Hol van Susan Boyle? Készen állok egy duettre."
2009. április 28-án olyan hírek láttak napvilágot, melyek szerint sértegető leveleket és fenyegető üzeneteket küldözgetnek annak a skót tinédzser lánynak, aki részt vett Boyle meghallgatásán, és aki – a beceneve szerint az 1 perc 24 másodperces lány – a YouTube-ra felkerült kamerakép alapján Boyle színpadra lépésekor csak forgatta a szemét. Boyle maga azt mondta, hogy a lány reakciója megegyezett a zsűriével és mindenki máséval, aki a színházban volt, a lány nem érdemelte meg ezeket a fenyegetéseket.
Boyle a Britain’s Got Talentben történt első szereplésének levetítése, 2009. április 11. után nagy népszerűségnek kezdett el örvendeni. Szereplése másnap bekerült a brit bulvárlapokba, a történet pedig világszerte elkezdett terjedni. Ez elsősorban az internetes videómegosztó oldalaknak, közülük is leginkább a YouTube-nak köszönhető. Pár napon belül kettő, ehhez kapcsolódó történettel kezdett el foglalkozni a világsajtó: magával Boyle-lal és Boyle-lal, mint az internet hírességgyártó szerepének egyik megtestesítőjével. A Google-on többen keresték, mint Barack Obamát a beiktatása idején és olyan popsztárokat is megelőzött, mint Madonna és Michael Jackson. Az ő esetükben a keresések naplózása, 2004. óta értendőek az adatok. Azonban nem keresték még annyian, mint Britney Spearst. Az, ahogy Boyle értelmezte az "I dreamed a dream" mondanivalóját, a Nyomorultak vancouveri előadására megnövelte a jegyeladások mértékét. Sara-Jeanne Hosie, az előadás sztárja Susan Boyle helyettesítőjének tekinti magát.
2008 augusztusában tudta meg Boyle, hogy a Britain’s Got Talent meghallgatást fog tartani, jelentkezett rá, jelentkezését elfogadták, s ennek következtében először 2008. októberben egy előmeghallgatáson, 2009 január 21-én pedig az adásba került meghallgatáson szerepelt A meghallgatásra 2009. április 11-én Glassgowban került adásba. Boyle a Nyomorultak című musical "Álmodtam egy álmot" című dalának egyik értelmezését adta elő a Britain Got Talent tehetségkutató brit vetélkedő harmadik évadjának első elődöntőjében. Előadását átlagosan 10,3 millióan látták. Az előadásról sok helyen beszámoltak, a YouTube oldalán pedig több tízmillióan nézték meg a produkciót. Boyle-t szinte sokkolta meghökkentette, milyen reakciót váltott ki világszerte.
Boyle nagyon is tudatában van annak, hogy a hallgatóság a kinézete miatt volt vele szemben ellenséges, de nem akarja megváltoztatni kinézetét. A következőket mondta:
“Tudom mit gondoltak, de mit számít ez egész addig, míg tudok énekelni? Ez nem szépségverseny.”
Egyike volt annak a negyven előadónak, aki bejutott a középdöntőbe. Ő volt a május 24-i első elődöntő utolsó szereplője, s itt több millió fős nézőközönség előtt Andrew Lloyd Webber Macskák című musicaljének Memory című dalát adta elő. A közönségszavazáson a szereplők közül ő kapta a legtöbb szavazatot, és a Diversity tánccsoporttal közösen ő jutott be a döntőbe. Ő volt a döntő egyértelmű kedvezményezettje, de a Diversity mögött második helyezést ért el. A UK TV nézettsége rekordméretű volt, 17,3 millióan nézték.
Boyle-t a döntőt követő napon, miután orvosok megvizsgálták, kifáradás miatt felvették egy magánklinikára.

### Újságokban
Számos brit újság szentelt cikket Boyle sikerének és az ezt követő internetes ismertségnek. Colin Robertson, a The Sun publicistája a "Paula Potts" nevet adta neki, amivel az első évad operát éneklő győztesére, Paul Pottsra utalt. A Daily Mirrorral készített egyik interjúban Boyle megerősítette, hogy volt egy tárgyalása a Sony BMG kiadóval, de a következőket mondta: "Nem mondhatok erről sokat. Még korai, és csak kis lépésekkel haladok."
A Guardian egy másik újságírója, Charlie Brooker a Susan Boyle jelenséget saját, a BBC Fouron látható programjában, a Newswipe-ban így jellemezte a döntő után “[...] ha megállnak és átgondolják, ő nem az az emlékezetes személyiség. Nem neki van a világon a legjobb hangja, és nem is az ő arca a legcsúnyább. Csak menjenek ki az utcára, és látni fognak hozzá hasonló nőt minden buszállomáson. De hála a visszafelé haladó, szereplésvezérelt kultúránknak valamint a nyíltan manipulált videókazettáknak, egy nevetséges vesztest faragtak belőle. Susan Boyle produkciója hamarosan az idegesítő emberkék elsőszámú beszédtémájává vált. Ez az egész egy a szakadék szélén táncoló televíziós műsor PR fogása, egy nem is annyira jelentős eseménnyel kapcsolatban. Csak azért lett olyan nagy történet, mert a ez egy akkora csoda, hogy azok a nők, akik a közízlés szerint nem számítanak vonzónak, ők is képesek valamilyen fajta tehetséget felmutatni.”
Több, nemzetközi hírekkel foglalkozó újságot érdekel a történet, többek között az amerikai The New York Timest, a New York Daily Newst és The Los Angeles Tiemst, az ausztrál Herald Sunt, a kanadai Maclean's-t, a német Der Spiegelt, a kínai Xinhua Hírügynökséget, az indiai The Times of Indiát a makaói Macau Post Dailyt a portugál Correio da Manhãt, a brazil Zero Horát, a dél-koreai Chosun Ilbót. a holland De Telegraafot, a belga Het Laatste Nieuwst. az izraeli Yvnetet a japán Asahi Shinbunt, az argentin Clarint, a thaiföldi The Nationt és az arab Al Arabija újságot.
Amerikában az ABC News tudósítása azt sugallta, hogy Boyle lehet "Nagy-Britannia legújabb popmeglepetése", a hálózat Entertainment (Kikapcsolódás) részének főcíme ez volt: A Nő, aki elhallgattatta Simon Cowellt. Számos kommentátor párhuzamot vont Boyle és Paul Potts – egy másik váratlan énekes tehetség – között. Mindkettőjüket a brit valóságshow fedezte fel. A Forbes előrejelzése szerint Boyle Potts nyomdokain hosszú, sikeres és jövedelmező karrier előtt áll.

### Tv-műsorokban
Miután a Britain's Got Talentben szerepelt, Booyle-t egy héten belül meghívták az STV The Five Thirty Show című műsorába. Műholdon keresztül interjút készített vele a CBS egyik adása, az Early Show, az ABC Good Morning America, és az NBC's Today műsorában. A FOX America's Newsroom műsora telefonon beszélt vele. Simon Cowell egy vele készített interjúban azt mondta, Boyle-t meghívták, hogy szerepeljen a The Oprah Winfrey Showban. Cowell szerint ha szerepelni fog, akkor "Susannek minden esélye megvan arra, hogy Amerikában listavezető lemeze legyen." Mindezen felül még a CNN Larry King Live című műsorában is szerepelt, ahol Piers Morgan ült vele szemben, aki bocsánatot kért tőle azért, amiért nem adta meg neki a kellő tiszteletet, mikor kiment a színpadra. Boyle a capella adta elő a My Heart Will Go Ont Morgannek, aki megjegyezte, hogy teljesen megdöbbentő volt. Ezt zenei előképzettség nélkül énekelni teljességgel hihetetlen. Morgan meghívta Boyle-t magához vacsorázni, amit az énekes el is fogadott. 2009. május 11-én Boyle műholdon keresztül szerepelt az Oprah Winfrey Showban, bár a show-műsor készítőit élesen kritizálták amiatt, hogy feliratozták az interjút, mintha a amerikai hallgatóság nem értené meg Boyle skót akcentusát.

## Társadalmi és kritikai értékelése

### Társadalmi értékelése
Boyle hirtelen fellángolt híressége számos kommentárra adott alkalmat, miért foglalkoztak ezzel a történettel olyan sokan, és mi ennek a következménye, míg mások ugyanekkor ennek a morális tanulságával foglalkoznak. Például a skóciai The Herald glassgowi számában Collette Douglas-Home modern példabeszédként és azon emberek megfeddéseként értékelte Boyle történetét, akik másokat a fizikai megjelenésük alapján ítélnek meg. Ehhez hasonlóan vélekedett Lisa Schwarzbaum az Entertainment Weeklyben megjelent cikkében, mikor azt írta, hogy Boyle szereplése elmozdulásként is értékelhető, hiszen a fizikai tetszetősségre, a kiállásra épülő kultúrában a tehetség és a művésziesség aratott győzelmet. A következőképp jellemezte a hallgatóság reakcióját az éneklés megkezdése előtt:
A mai társadalom túl gyors, és csak a látszat alapján ítél. Ezzel nem lehet mit kezdeni, így gondolkodnak, így élnek. De ez talán megtanítja velük a leckét, vagy legalább egy példaként szolgált.
Sikerében egy a csalódottság és mély szomorúság hamvaiból feléledő főnixet látunk. Válság után emelkedést tapasztalunk. Azt látjuk, hogy a jó legyőzi a gonoszat, látjuk, ahogy a dolgok helyre állnak, bár mindez nagyon lassan történik, de a hit és a kitartás a végén meghozza a gyümölcsét.
Boyle előadása után Holden a következőket mondta:
Nagyon izgatott vagyok, mivel tudom, mindenki ön ellen volt. Őszintén úgy gondolom, hogy mi mind nagyon cinikusak voltunk, és úgy gondolom, ez volt a legnagyobb jel, ami fel akart minket rázni. És még csak azt akarom mondani, hogy nagy megtiszteltetés, hogy meghallgathattuk.
Cameron Mackintosh, a Nyomorultak rendezője szintén hasonlóan nyilatkozott:
A zsűrihez és a hallgatósághoz hasonlóan én is megdöbbentem, milyen tárháza volt tapasztalható az érzelmeknek az Álmodtam egy álmot dal Susan Boyle szerinti értelmezésének. Ez az egyik legjobb énekelt változata a dalnak, amit valaha is hallottam. Megérintő, izgató és felemelő. Remélem a Királynő előtt fog énekelni.
Amanda Holden szavait ismételve Jeanne McManus a The Washington Postban azt írta, hogy a Britain's Got Talenthez hasonló tehetségkutató műsoroknál a drámaiság egyik legfontosabb forrása az előadónak a magáról kialakított, néha túlzó önértékelés és a hallgatóság reakciója közti ellentét. McManus úgy véli, Boyle esetében kezdeti viselkedése és hétköznapi megjelenése miatt várta a hallgatóság és a zsűri is azt tőle, hogy "úgy fog vijjogni, mint egy kacsa". Valójában a New York-i Daily News is azt írta, hogy a hallgatóság alacsony elvárásai és az ő éneklésének minősége közti óriási eltérés vezetett oda, hogy ebből egy meglepő televíziós műsor jött létre. A cikk azt is megjegyzi, hogy az elképzelés, mely szerint a kevésbé esélyest az elején kinevetik, megalázzák, majd a végén váratlan győzelmet arat, az irodalomban gyakran alkalmazott képes kifejezés. Ez az oka annak, hogy amikor ilyen, a forgatókönyvben nem szereplő fordulattal egy valóságshowban lehet találkozni, tartós, erős hatást vált ki.
Másik oldalról viszont a hallgatóság reakciója nem volt előre megírva, de várható volt. Mark Blankenship a The Huffington Postban megjelent egyik cikkében megjegyzi, hogy a rendezők figyelembe vehették, hogy hat ez majd a folytatásokra, hiszen a sorozat úgy jeleníti meg Boyle,-t, melyből egyenesen következik ez a reakció. Azonban megjegyezte, hogy "ahogy ez meg van csinálva, az tagadhatatlan, hogy a szereplése változó." Az, hogy Boyle már a negyvenes éveiben van, az elemzések szerint szintén hozzájárult ahhoz a nagy érzelmi változáshoz, amit kiváltott. A Huffington Post egy másik cikkében Letty Cottin Pogrebin azt írta, hogy az emberek "majd még megsiratják a tehetség elvesztegetett éveit", mivel Boyle életének nagy részét az ismeretlenségben élte le, és ezek az évek már soha többé nem pótolhatók. Mindent egybevéve Pogrebin Boyle teljesítményét egy "bizonyos korú nők" sikereként értékelte, mivel sikere a fiatalságot hangsúlyozó kultúra felett aratott győzelemként is felfogható, mert ez a kultúra gyakran megfeledkezett a középkorú nőkről.
Feminista felfogásban a The Guardian egyik elemzője, hogy az ő és Potts fogadtatása között lényegi eltérés volt. Míg Paul Pottst közönnyel fogadták első meghallgatásakor, addig Boyle fogadtatásán lehetett érezni azt a társadalmi elvárást, hogy egy nőnek jól kell kinéznie és tehetségesnek kell lennie, míg ugyanez a férfiakkal kapcsolatban nem mondható el. Hasonló stílusban fogalmazott a Salon.com cikkírója, Mary Elizabeth Williams, aki szerint Boyle előadása arra emlékeztette az embereket, hogy "nem minden, negyvenes éveiben járó hölgy kecses, botoxszal kezelt gyönyörűség". A cikk folytatásában arról ír, hogy Boyle hirtelen sikere annak köszönhető, hogy képes volt emlékeztetni az embereket arra, hogy hozzájuk hasonlóan ő is normális, néhány területen hibákkal bíró, sebezhető ember, ő is csalódik, őt is kigúnyolják, mindezek ellenére azonban ő küzd az álmaiért.
Több médiaforrás úgy kommentálta Boyle sikerét, hogy részlegesen még az Egyesült Államokban is volt utóhatása. A The Scotsmanben Craig Brown újságíró egy amerikai szórakoztatóipari embert idézett, aki Boyle történetét az amerikai álommal hasonlította össze, mert Boyle egy hányattatott sorsú szegény tehetség. Az Associated Press szerint ez Boyle vidéki története, amit leginkább szerény életvitele és a szülővárosában megmutatkozó nélkülözés jellemez. Ehhez hasonlóan a The Independent New York-i tudósítója, David Usborne is azt írta, hogy Amerika egy olyan ország, ahol mindig válaszra lel „az olyan tündérmese, amelyben a kezdetben nyilvánvaló átlagember hirtelen vonzóvá válik. Ilyen történet a Shrek és a My Fair Lady is." Piers Morgan, a műsor egyik zsűritagja is úgy jellemezte a történet amerikai nem várt szokatlan erejét, hogy szerinte az amerikaiakat az ilyen történetek nagyon megmozgatják. Boyle hirtelen sikerét, a szegénységből való előtörését ahhoz a kitalált, Rocky Balboa nevű bokszolóhoz hasonlítota, aki több hollywoodi filmben is szerepelt. A Today Show egyik blogjában Boyle sikerét az Aerica's Got Talent régebbi nézői az ottani 2008-as döntőbe került Donald Braswell sikeréhez hasonlították, aki szintén megtette ezt az utat. Az elején őt is utálták, a végén pedig éljenezték. A megjegyzés szerint az amerikai és brit tehetségkutató műsorok gyorsan megváltoztatták azt a hozzáállást, ahogy a közvélemény az énekes tehetségekre tekint.
A seattle-i központú The Gathering Note északnyugati klasszikus zenével foglalkozó honlap egyik elemzője a következőt mondta: "Nincs hiány jó minőségű hangból odaát sem, de Boyle története valami egészen más. Ő nem olyan megfogó." Campbell így folytatta: "Kicsit olyan, mint Ella Fitzgerald. Nagyon, valóban nagyon nehéz úgy karriert csinálni, hogy a nő nem vonzó. Az az egyszerű tény, hogy ő egy közönséges nő, még sokat javíthat a jövőbeni karrierjén." Eric Vetro Los Angeles-i énektanár a következőt mondta: "Az érinthetetlen fantasztikus istennőkkel szemben ő egy mindennapi nő. Lehet, hogy ez áll a fogadtatása hátterében. Azt mondják: Ő közülünk való, de nézd, milyen tehetséges! Támogatni akarjuk őt!" Vetro még azt is elmondta, ő úgy gondolja, Boyle-t még a Broadwayen vagy a West Enden is meghallgatnák, ahol az előadásokon valóban ragyogna.

### Kritikai elemzés
Az MSNBC számos profi zenészt, zenekritikust és énektanárt megkérdezett az induló Boyle-jelenségről. Tona de Brett londoni magán-énektanár elragadtatva ezeket mondta Boyle-ról: "Jó a légzése, hangszíne kiváló, s túlzások nélkül képes valódi érzelmet belevinni az előadásába. Ez hihetetlenül jó dolog, mert a popszakmában nagyon gyakori az, hogy túlreagálják az érzelmeket." A továbbiakban azt mondta, hogy Boyle kiütéssel győzött, valódi ajándék. Joan Lader, egy New York-i énektanár és vokál-terapeuta, aki Madonnával és Patti LuPone-nal dolgozott együtt. Lader így nyilatkozott Boyle hangjáról: "nagyon szabad, befolyásmentes, természetes, tiszta és változatos." Rachel York Los Angeles-i énekes és színész Boyle énekéről ezt mondta: "Jó volt a hangmagassága, tisztán lehetett érezni a minőséget, mikor pedig hangosan énekelt, volt elég hangmagassága is." A Cry Me a River YouTube-os videó klipjéről York így nyilatkozott: "valóban nagyon szép, vonzó hangja van."
A National Association of Teachers of Singing igazgatója Boyle előadását a feltételeikhez mérte, és azt mondta, Boyle hangja jó. Alen Henderson hozzátette: "Szakértőként az előadása nem ejtett ámulatba, de úgy gondolom, nagyon jó volt. Jól oldotta meg a helyzetet." Azonban semmilyen tanácsot nem adott neki, mert a további értékelések előtt szeretné még meghallgatni kevésbé fáradságos körülmények között.

## Kulturális hatásai
- Jay Leno amerikai humorista Susan Boyle-t utánozva óvónőnek öltözött és viccesen azt állította, hogy volt köztük kapcsolat.[133]
- Az amerikai South Park televíziós animációs sorozat megemlíti Susan Boyle-t a Zsírszakáll című részben, amelyet először 2009. április 22-én vetítettek.[134][135] Ike írt egy levelet szüleinek, melyben a zenésztehetség médiában elérhető terjeszkedését így támadta: "Kedves Anya és Apa! – Elfutok. Az iskolában mindenki egy … idióta, és ha még valaki megemlíti nekem annak a Susan Boyle-nak a szereplését, akkor …"[136]
- A Late Night with Jimmy Fallon műsorban az Egyesült Államokban egy komikus sketch szerepelt arról a hangulati változásról amit Boyle szereplése váltott ki.[137]
- A Simpson család egyik, "Springfield's Got Talent" című részében Homer Simpson arról beszél, hogy az az álma, hogy olyan híres legyen, mint Boyle.[138]
- A The Sims 3 európai változatához kiadott kiegészítőben egy Boyle-hoz hasonló szereplő a játék többi szereplőjétől gratulációkat kap. Többek között a gratulálók között van Barack Obama és II. Erzsébet is.[139][140]
- 2009. június elején a BBC Radio 4 állomása egy adást készített "I Dreamed a Dream" címmel, melynek alapja Susan Boyle szereplése a Britain’s Got Talent műsorban és Gordon Brown brit miniszterelnök politikai nehézségei voltak.[141]
- A 30 Rock 2009. november 5-i adásában Kathy Geiss (Marceline Hugot) visszatérő szereplő Susan Boyle stílusában énekelt, s emiatt Liz Lemon és Pete Hornberger elsírta magát.[142]

## Diszkográfiája

### Stúdiólemezek
- 2009 - I Dreamed a Dream
- 2010 - The Gift
- 2011 - Someone to Watch Over Me
- 2012 - Standing Ovation: The Greatest Songs from the Stage
- 2013 - Home for Christmas
- 2014 - Hope
- 2016 - A Wonderful World

### Kislemezek
- 2009 - Wild Horses
- 2009 - I Dreamed a Dream
- 2010 - You'll See
- 2010 - Amazing Grace
- 2010 - Perfect Day
- 2011 - I Know Him So Well Geraldine McQueennel közös dal
- 2011 - You Have to Be There
- 2011 - Someone to Watch Over Me
- 2011 - Enjoy the Silence